# Herbert Heyes
Herbert Heyes (3 de agosto de 1889– 31 de maio de 1958), algumas vezes creditado Herbert Hayes, foi um ator de teatro e de cinema estadunidense que iniciou sua carreira na era do cinema mudo, alcançando a era sonora e a era da televisão, e atuando em 124 filmes entre 1915 e 1958.

## Biografia
Nasceu em Vader, Washington, filho de James A. Heyes (1837 - 1921) e Lavina Jane Washburn Heyes (1859 - 1936). Herbert Heyes tinha entre 10 e 13 anos quando se tornou membro da Baker Stock Company, em Portland, Oregon, e por volta de 1910 estava atuando pela companhia teatral de James K. Hackett. Estabeleceu-se na Broadway e no meio cinematográfico, e seu primeiro filme foi A Man Afraid, em 1915, pelo Essanay Studios.
Em 1916, foi contratado pela Fox Film para atuar ao lado de Theda Bara em uma série de filmes romanescos, entre eles Under Two Flags e Salome. Nos anos 1940, atuou em algumas peças na Broadway, tais como Down to Miami (1944) e State of the Union (1947), e retomou sua carreira cinematográfica no início da década de 1940, interpretando personagens como o magnata Mr. Gimbel da loja de departamentos em Miracle on 34th Street (1947), e seu personagem favorito, Charles Eastman em A Place in the Sun (1951), de George Stevens.
Heyes manteve-se ao longo da década de 1950 através de papéis menores, com destaque para a interpretação de Thomas Jefferson em The Far Horizons (1955) e o General Pershing General Pershing em The Court Martial of Billy Mitchell (1955). Em 1955, atuou no filme de Cecil B. DeMille The Ten Commandments, em um pequeno papel não creditado. Foi seu último papel no cinema.
Nos anos 1950, atuou em várias séries na televisão, e interpretou novamente Mr. Gimbel na versão televisiva de 1955 de The Miracle on 34th Street, da Twentieth Century Fox Hour. Sua última atuação foi na televisão, no episódio Frozen Passion, que foi veiculado em 17 de março de 1958, da série The George Burns and Gracie Allen Show.

## Vida pessoal e morte
Casou em 12 de setembro de 1913 com a atriz Mildred Gertrude Von Hollen (1891-1971) em Eldora, Harden, Iowa, e tiveram dois filhos: Herbert Harrison Heyes Jr. e Douglas Howard Heyes, que se tornou escritor e cineasta.
Morreu em North Hollywood, Califórnia, a 31 de maio de 1958, e foi cremado.

## Filmografia parcial

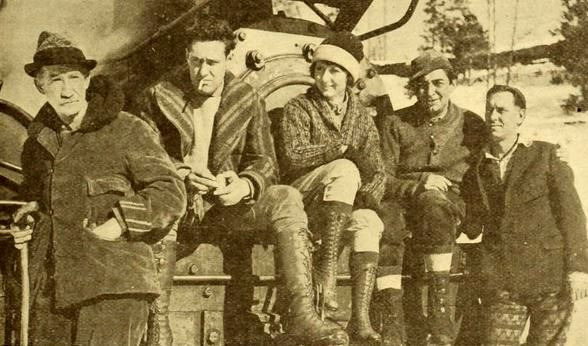
Cena do filme Children of Banishment (1919), com (da esquerda para direita)um ator não indetificado, Herbert Heyes, Bessie Eyton, Mitchell Lewis e outro ator não identificado.

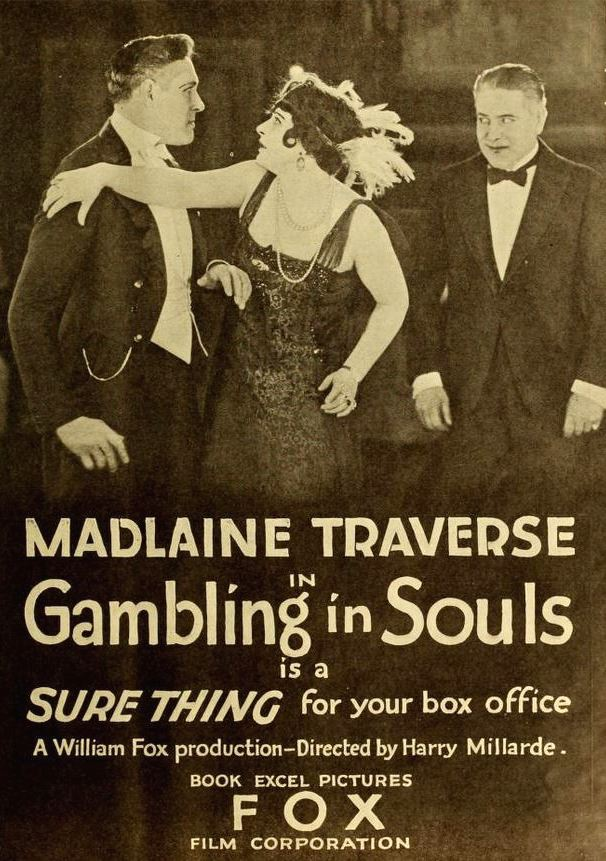
Cena do filme Gambling in Souls (1919), com Herbert Heyes, Madlaine Traverse e Murdock MacQuarrie

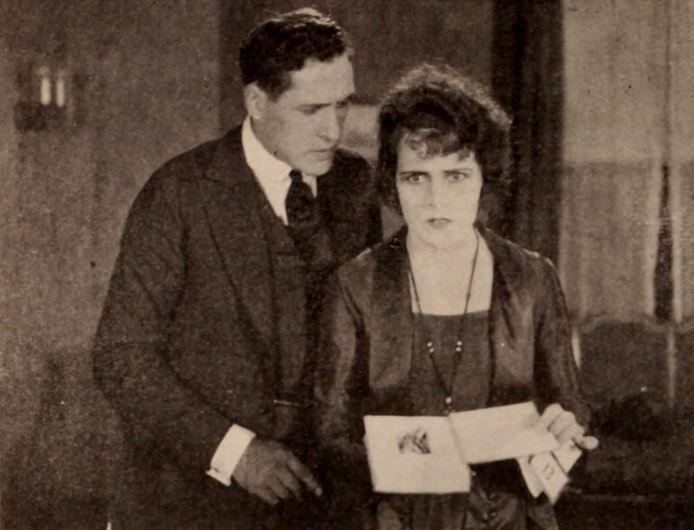
Cena do seriado The Adventures of Ruth (1919) com Herbert Heyes e Ruth Roland, pg 50 de 31 de Janeiro de 1920, Exhibitors Herald.

- The Ten Commandments (1956, não-creditado)
- The Seven Little Foys (1955)
- The Far Horizons (1955) - Presidente Thomas Jefferson
- Park Row (1952)
- Something to Live For (1952)
- Three Guys Named Mike (1951)[10]
- A Place in the Sun (1951)
- Kiss Tomorrow Goodbye (1950)
- Only the Valiant (1951)
- Trípoli (1950)
- Union Station (1950)
- Miracle on 34th Street (1947)
- T-Men (1947)
- Million Dollar Kid (1944)[11]
- Detective Kitty O'Day (1944)
- King of Cowboys (1943)[12]
- The Adventures of Smilin'Jack (1943)
- The Queen of Sheba (1921)
- Ruth of the Rockies (1920)
- Children of Banishment (1919)
- Gambling in Souls (1919)
- The Adventures of Ruth (1919)
- More Deadly Than The Male (1919)
- Deliverance (1919)[13]
- Salome (1918)
- Somewhere in America (1917)
- The Slave (1917)
- The Tiger Woman (1917)
- The Darling of Paris (1917)
- The Vixen (1916)
- Under Two Flags (1916)
- A Man Afraid (1915)